# Scénář

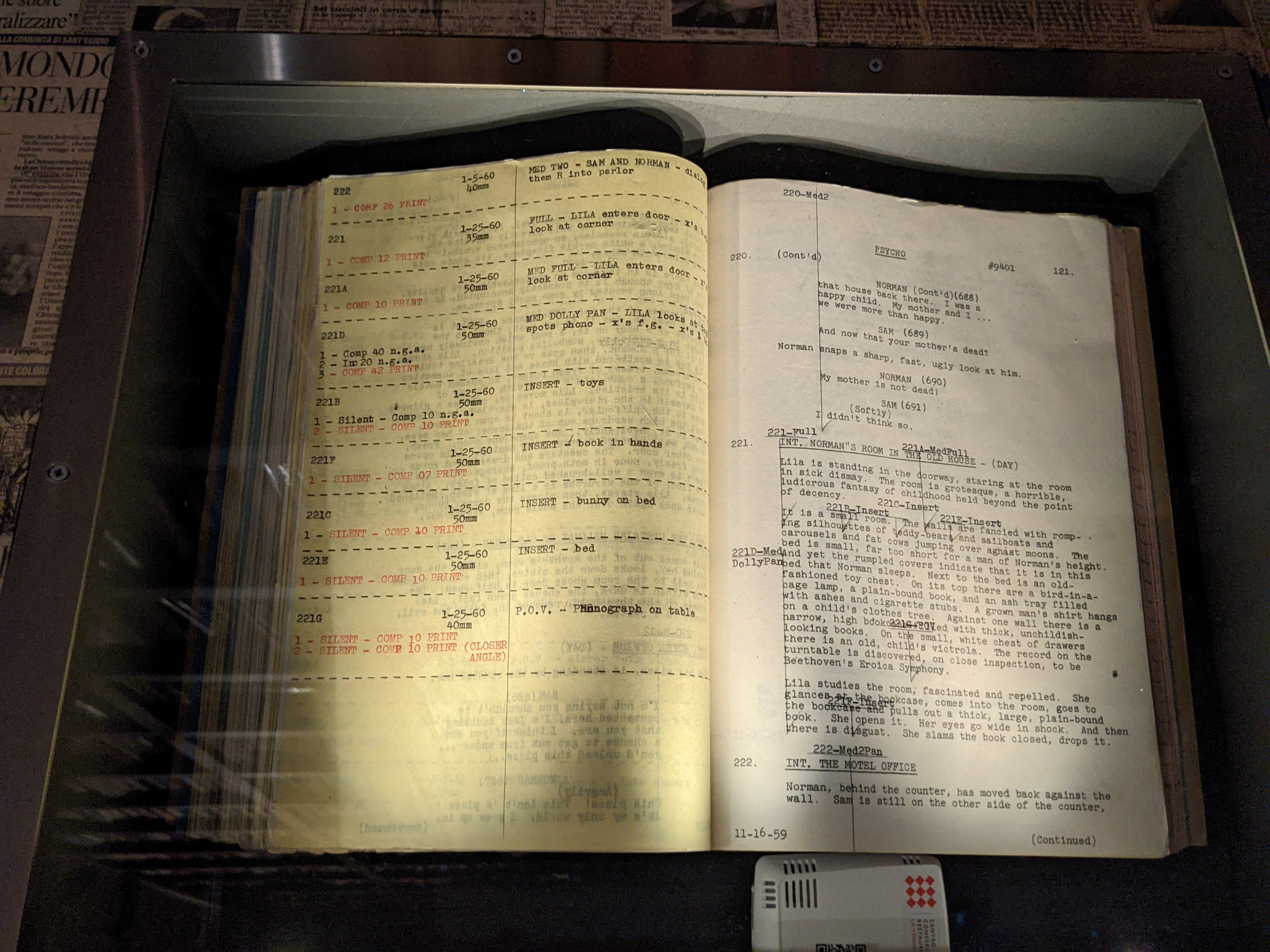
Scénář filmu Psycho Alfreda Hitchcocka

Scénář (historicky též scenario) je ve scénickém umění psané literární dílo, které detailně popisuje průběh děje filmu, divadelní hry, seriálu nebo jiného audiovizuálního díla. Obsahuje dialogy, popisy scén, akce postav, někdy i technické pokyny a celé dílo je určené k dalšímu zpracování. Užívá se v divadle, v televizi či ve filmu a může mít několik podob. Osoba, která píše scénář, resp. autor scenáře, se nazývá scenárista či scenáristka. Scénářů je více typů, výchozí typ je literární scénář, který je hybridem mezi uměleckým dílem a technickým dokumentem, a při realizaci daného audiovizuálního díla je čten lidmi několika profesí.

## Rozdělení
- podle autora
  - autorský – scenárista a režisér v jedné osobě
  - převzatý
- podle originality
  - původní – napsaný pro daný typ realizace (film, divadelní hra, televizní seriál, …)
  - adaptovaný – převádí již existující látku/téma/dílo do filmové (divadelní) podoby
- podle typu
  - bodový
  - literární
  - technický

### Literární scénář
Literární scénář je detailnější než námět nebo synopse, ale méně detailní než technický scénář nebo režijní kniha nebo treatment.

#### Forma
Scénáře se po většinu éry kinematografie psaly na psacím stroji. V průběhu času se podoba literárního scénáře standardizovala zhruba na následující:
- z historických důvodů se používá neproporcionální font, většinou Courier New
- stejná velikost písma, i pro první stranu (většinou 11 bodů)
- normostrana s cca 80 znaky na šířku a 60 řádky
- okraje 1" nahoře/dole, 1,5–2" vlevo/vpravo
- černá na bílém
- jednostranný tisk

První strana obsahuje: titul (název), autora, verzi, číslo revize, datum, kontaktní údaje na autora (ty jediné zarovnané vlevo, jinak vše ostatní na střed)
Ostatní strany mají hlavičku a patu, doporučuje se v nich uvést minimálně číslování stránek
Alternativně mohou literární scénáře vypadat tak, že na každé stránce jsou uvedeny dva sloupce. V tom levém je zaznamenán popis toho, co při dialogu (či monologu) postava dělá, jaká hraje hudba atd. V pravém sloupci je napsáno, co postava říká.

### Prvky
- jednání (nepovinné)
  - sekvence (nepovinné)
    - obraz/scéna
      - akce
      - postava
      - dialog
      - přechod

Scénář příběh rozděluje na obrazy (též scény, anglicky „scenes“). Scény mohou být seskupeny do sekvencí a sekvence do jednání (angl. „act(s)“). Sekvence i jednání začíná vždy na nové straně.
V literárním scénáři zpravidla nejsou uvedeny záběry, úhly pohledu a tzv. blokování, to, co je odkud vidět, co má zabírat jaká kamera atd.
Při uvedení nového obrazu nebo při změně obrazu se ve scénáři uvádí jeho hlavička. Hlavička scény se skládá z:
- rozlišení exterirér (EXT.), nebo interiér (INT.), zřídkakdy jiné
- název obrazu (ten má být dle konvence v celém scénáři používán stejně a konzistentně)
- část dne – den, noc, ráno, večer atd. (od názvu oddělený pomlčkou)

V některých případech (např. 2D/3D animace, titulek, rapidmontáž, …) EXT/INT nebo část dne uvedeny být nemusí.
- Text celé hlavičky se uvádí velkými písmeny.
- Hlavička je shora oddělena minimálně dvěma řádky. Z estetických důvodů lze scény, které by začínaly na konci stránky, zalomit na stránku novou.

Akce jsou v tomto kontextu popisem příběhu – prostředí, postav a především děje. Jsou uvedeny bez odsazení a zarovnané doleva. Pokud akce odkrývá nebo představuje novou postavu nebo pokud je vhodné zdůraznit důležitou akci, kulisu nebo rekvizitu, při prvním uvedení jsou napsány velkými písmeny. Občas (zřídka) může akce popisovat zvuk nebo hudbu v ději nebo vysvětlovat kontext.
Postavy představují aktéry příběhu. Pro hraná díla jsou ztvárněna herci. Literární scénář může při uvedení nové postavy postavu stručně popsat. Postavy ve scénáři mohou mít (a většinou mají) rozhovory (dialogy).
Dialog se podle konvence zapisuje s odsazením (jedno odsazení bývá 10 znaků). Před každým textem (replikou) je uvedeno jméno postavy psané velkými písmeny a dvakrát odsazené. Text postavy (1× odsazený, zarovnaný doleva) následuje na dalším řádku. U delšího textu je každý řádek odsazený. Za jménem postavy může být zkratka „(O. S.)“, tzn. off-screen (mimo obraz, mluví-li mimo obraz), případně českým (M. O.) nebo „(CONT'D)“ nebo česky (POKR.), pokud tato postava pokračuje svoji řeč po nějaké předchozí akci. Mezi jménem postavy a textem ještě může být (1,5× odsazený) řádek uvedený v závorkách a vysvětlující, jakým způsobem postava text řekne, případně co při tom dělá. Tomuto prvku se říká „závorkový řádek“ (anglicky parenthetical). Každý blok se jménem postavy, případným závorkovým řádkem a textem je od ostatních prvků oddělen prázdným řádkem.
Přechod (anglicky transition) označuje přechod mezi záběry. Nejběžnější je (ostrý) střih, použity mohou být i prolínačka, přechod z/do černé, bílé, rozostření, stíračka a další. Přechody jsou zarovnány doprava a končí dvojtečkou.
Speciální prvek, který nespadá do žádné z výše uvedených skupin, je titulek a konec. Konec scénáře je explicitně označen „KONEC“ („THE END“) na novém řádku zarovnaném na střed.

## Technický scénář
Dále se pro potřeby natáčení v televizních filmů a dalších filmových děl vytváří také technický scénář, ve kterém jsou kromě zmíněných informací uvedeny další podrobné informace, zejména o umístění kamery a jak má kamera postavy zabírat, případně další technické detaily.
Technický scénář využívá zkratky, které označují umístění kamery a záběr (např. PD – polodetail, DPD – dvojitý polodetail atd.). Z technického scénáře skriptka vyškrtává natočené scény a doplňuje dodatečné informace, jako jsou oblečení herců a osvětlení.
Technický scénář vytváří před natáčením především režisér s kameramanem příslušného díla, případně další specialisté.

### Bodový scénář
V přípravě filmového díla se dále používá ještě bodový scénář, což je námět díla s doplněním chronologie a kauzalit.

## Interakce se scénářem
(Literární) scénáře si nacházejí cestu do filmových studií – buď jako zakázková a předem sjednaná práce od konkrétního scenáristy, nebo jako dílo, které jim nabízejí nezávislí tvůrci. Studia většinou mají lidi specializované na čtení a posuzování nekomisních scénářů – ti mohou z jejich přísunu filtrovat scénáře, které jsou dle jejich úsudku vhodnými kandidáty na realizaci. U komisních scénářů často dochází k přepisování a psaní nových verzí. Zúžený seznam scénářů prochází přehodnocením zástupců studia z řad seniorských zaměstnanců a producentů, kteří nakonec rozhodnou, jaký scénář by mohlo studio realizovat – krom umělecké hodnoty scénáře zkoumají především realizovatelnost a její náročnost a rentabilitu, např. v korelaci s dlouhodobými trendy a při navrženém rozpočtu pro všechny fáze výroby. Již tato fáze zabírá čas, prostředky a lidské zdroje studia, a přitom scénář nakonec nemusí být vybrán. Scénář, který nakonec vybraný je, dostane tzv. „zelenou“ (anglicky „is greenlighted“) a postupuje do přípravné fáze („pre-production“). V této fázi se vybírá filmový štáb, který realizuje druhou natáčecí fázi, přičemž literární scénář slouží jako dokument pro klíčové členy štábu, protože popisuje (přinejmenším v základech), jaké pro natáčení budou třeba kulisy, rekvizity, kostýmy, masky, speciální efekty, lokace, komparz, zvířata, příprava herců a další. Příprava všeho zmíněného je intenzivně konzultována mezi odpovědnými filmaři a režisérem a mezi režisérem a producentem. V této fázi také režisér konvertuje literární scénář ve scénář technický. U kratších nebo na realizaci jednodušších filmů (nebo divadelních her) někteří režiséři pracují jen s verzí literárního scénáře, přičemž užívají jednostranného tisku a na nepopsaných stranách mají vlastní poznámky.
V natáčecí fázi realizace, poté, co natáčení bylo naplánováno na natáčecí dny a ke každému natáčecímu dni byly přiřazeny scény a záběry, jež mají být realizovány, slouží literární scénář jako zdroj pro tzv. dispozice (anglicky „call sheet“) a též pro výňatky scén pro ten který den, jež se rozdávají hercům jako rychlá reference pro akci a dialogy, které se mají naučit na daný nebo následující den. Asistentka režiséra má při natáčení literární nebo technický scénář u sebe a mimo jiné při herecké akci kontroluje správnost dialogů.

## V jiném kontextu
Slovo scénář též může znamenat postup (algoritmus) při výskytu nějaké situace (např. scénář pro vyhlášení chemického poplachu, scénář povolebního jednání, když vyhraje určitá strana apod.)